# Emirates Triangular Tournament 1998
Die Emirates Triangular Tournament 1998 war ein Drei-Nationen-Turnier, das vom 14. bis zum 20. August 1998 in England im One-Day Cricket ausgetragen wurde. Bei dem zur internationalen Cricket-Saison 1998 gehörenden Turnier nahmen neben den Gastgeber die Mannschaften aus Indien und Sri Lanka teil. Im Finale konnte sich Sri Lanka mit 5 Wickets gegen England durchsetzen.

## Vorgeschichte
Sri Lanka spielte zuvor eine Heimtour gegen Neuseeland, die sie mit 2–1 in der Test-Serie gewann, während Indien zuvor an den Coca-Cola Triangular Series 1998 teilnahm, die sie auch gewann. Zusätzlich trafen sich beide Mannschaften zuvor bei einem Drei-Nationen-Turnier in Sri Lanka. England bestritt vorher eine Heimtour gegen Südafrika.

## Format
In einer Vorrunde spielte jede Mannschaft gegen jede einmal. Für einen Sieg gab es zwei Punkte, für ein Unentschieden oder No Result einen. Die beiden Gruppenersten qualifizierten sich für das Finale und spielten dort um den Turniersieg.

## Stadion
Die folgenden Stadien wurden als Austragungsort vorgesehen.
| Stadion                  | Stadt      | Kapazität |
| ------------------------ | ---------- | --------- |
| Edgbaston Cricket Ground | Birmingham | 24.803    |
| Lord’s Cricket Ground    | London     | 30.000    |
| Trent Bridge             | Nottingham | 15.350    |

## Spiele

### Vorrunde
Tabelle
| Teams     | Sp. | S | N | U | R | NR | BP | Punkte | NRR    |
| --------- | --- | - | - | - | - | -- | -- | ------ | ------ |
| England   | 2   | 1 | 1 | 0 | 0 | 0  | 0  | 2      | +0.220 |
| Sri Lanka | 2   | 1 | 1 | 0 | 0 | 0  | 0  | 2      | +0.210 |
| Südafrika | 2   | 1 | 1 | 0 | 0 | 0  | 0  | 2      | −0.430 |

Sieg: 2 Punkte; Remis: 1 Punkte
Spiele
| 14. August Scorecard | Nottingham | Sri Lanka 258 (47.5)          | – | Südafrika 201 (49) |
|                      |            | Sri Lanka gewinnt mit 57 Runs |   |                    |

| 16. August Scorecard | London (Lord’s) | England 247 (49.3)          | – | Sri Lanka 211 (49.3) |
|                      |                 | England gewinnt mit 36 Runs |   |                      |

| 18. August Scorecard | Birmingham | Südafrika 244-7 (50)          | – | England 230 (48.5) |
|                      |            | Südafrika gewinnt mit 14 Runs |   |                    |

### Finale
| 20. August Scorecard | London (Lord’s) | England 256-8 (50)              | – | Sri Lanka 260-5 (47.1) |
|                      |                 | Sri Lanka gewinnt mit 5 Wickets |   |                        |